# Selassie Lake
Selassie Lake är en sjö i Kanada.   Den ligger i Thunder Bay District och provinsen Ontario, i den sydöstra delen av landet, 1 100 km nordväst om huvudstaden Ottawa. Selassie Lake ligger 330 meter över havet. Arean är 0,46 kvadratkilometer. Den ligger vid sjön Blackett Lake. Den sträcker sig 0,7 kilometer i nord-sydlig riktning, och 1,7 kilometer i öst-västlig riktning.
I omgivningarna runt Selassie Lake växer i huvudsak blandskog. Trakten runt Selassie Lake är nära nog obefolkad, med mindre än två invånare per kvadratkilometer.